# Gabriel (mestre dos soldados)
Gabriel foi um oficial bizantino do século VI. Se sabe de sua existência através de seu selo datado deste século por Nikolaos Oikonomides. Segundo seu selo, serviu como mestre dos soldados, o comandante-em-chefe do exército imperial